# Нащинські
Нащинські — український козацько-старшинський рід на Полтавщині 17 — 18 ст.
- Засновник роду Осип Нащинський, протопіп Полтавський, одружився з донькою Полтавського полковника Івана Яковича Іскри (ім'я невідоме), яка по його смерті вийшла вдруге заміж за Олехна (Олешка, Олексія) Кованьку (бл. 1629 — по 1677), Полтавського городового отамана. Від першого чоловіка мала синів Андрія та Климентія Нащинських, від другого — Петра Кованьку.
- Андрій Осипович (? — після 1700) — полтавський сотник (1691—1700).
- Його син Дорош Андрійович (? — після 1718) — хорунжий Полтавського полку.
- Петро Дорошевич — значковий товариш Полтавського полку.
- Діти Петра Нащинського — Василь, Семен і Степан Петровичі.
- Син Василя Петровича — Пилип Васильович.
- Діти Семена Петровича — Микола, Сава, Кирило, Григорій, Степан, Михайло і Василь Семенович.
- Климентій (Клим) Осипович (? — 1722) — осавул (? — 1709) та обозний (1709—1722) Полтавського полку, наказний полковник Полтавський (1721—1722), власник с. Комарівка Білицької сотні.